# Landkreis Sächsische Schweiz-Osterzgebirge
Landkreis Sächsische Schweiz-Osterzgebirge – powiat w niemieckim kraju związkowym Saksonia, utworzony został w wyniku reformy administracyjnej 1 sierpnia 2008 z połączenia powiatów Sächsische Schweiz i Weißeritz. Do 29 lutego 2012 należał do okręgu administracyjnego Drezno.
Siedzibą powiatu jest miasto Pirna.
Powiat ma powierzchnię 1 653,64 km², zamieszkuje go 253 843 osób (stan na 31 grudnia 2009).

## Polityka
Pierwsze wybory samorządowe w nowym powiecie odbyły się 8 czerwca 2008. W ich wyniku jako starostę wybrano Michaela Geislera z CDU, który jest obecnym starostą powiatu Sächsische Schweiz-Osterzgebirge.
Wyniki I wyborów do Kreistagu Sächsische Schweiz-Osterzgebirge:
| Partia                | Miejsc |
| --------------------- | ------ |
| CDU                   | 38     |
| Die Linke             | 16     |
| FDP                   | 7      |
| SPD                   | 6      |
| NPD                   | 6      |
| Bündnis 90/Die Grünen | 3      |
| Freie Wähler          | 10     |
| Razem                 | 86     |

## Podział administracyjny
W skład powiatu wchodzi:
- 19 miast (Stadt)
- 17 gmin (Gemeinde)
- dziewięć wspólnot administracyjnych (Verwaltungsgemeinschaft)

| Lp. | Nazwa miasta                  | Ludność (31.12.2009) | Powierzchnia km² |
| --- | ----------------------------- | -------------------- | ---------------- |
| 1   | Altenberg                     | 8.839                | 145,81           |
| 2   | Bad Gottleuba-Berggießhübel   | 5.885                | 88,75            |
| 3   | Bad Schandau                  | 4.083                | 46,77            |
| 4   | Dippoldiswalde                | 14.959               | 106,13           |
| 5   | Dohna                         | 6.215                | 28,58            |
| 6   | Freital                       | 39.200               | 40,53            |
| 7   | Glashütte                     | 7.189                | 95,57            |
| 8   | Heidenau                      | 16.379               | 11,07            |
| 9   | Hohnstein                     | 3.567                | 64,61            |
| 10  | Königstein/Sächsische Schweiz | 2.341                | 26,93            |
| 11  | Liebstadt                     | 1.351                | 37,41            |
| 12  | Neustadt in Sachsen           | 13.954               | 83,05            |
| 13  | Pirna                         | 39.030               | 53,02            |
| 14  | Rabenau                       | 4.519                | 30,73            |
| 15  | Sebnitz                       | 10.694               | 88,09            |
| 16  | Stadt Wehlen                  | 1.703                | 10,81            |
| 17  | Stolpen                       | 5.872                | 60,86            |
| 18  | Tharandt                      | 5.490                | 71,21            |
| 19  | Wilsdruff                     | 13.671               | 81,69            |

| Lp. | Nazwa gminy               | Ludność (31.12.2009) | Powierzchnia km² |
| --- | ------------------------- | -------------------- | ---------------- |
| 1   | Bahretal                  | 2.261                | 36,48            |
| 2   | Bannewitz                 | 10.682               | 25,82            |
| 3   | Dohma                     | 2.089                | 19,56            |
| 4   | Dorfhain                  | 1.154                | 6,26             |
| 5   | Dürrröhrsdorf-Dittersbach | 4.415                | 43,52            |
| 6   | Gohrisch                  | 2.132                | 34,78            |
| 7   | Hartmannsdorf-Reichenau   | 1.135                | 28,31            |
| 8   | Hermsdorf/Erzgeb.         | 935                  | 20,14            |
| 9   | Klingenberg               | 7.177                | 86,56            |
| 10  | Kreischa                  | 4.405                | 28,97            |
| 11  | Lohmen                    | 3.186                | 25,80            |
| 12  | Müglitztal                | 2.110                | 21,00            |
| 13  | Rathen                    | 394                  | 3,58             |
| 14  | Rathmannsdorf             | 1.030                | 4,37             |
| 15  | Reinhardtsdorf-Schöna     | 1.510                | 31,75            |
| 16  | Rosenthal-Bielatal        | 1.689                | 46,45            |
| 17  | Struppen                  | 2.563                | 20,69            |

Wspólnoty administracyjne:
| Lp. | Nazwa wspólnoty administracyjnej | Ludność (31.12.2009) | Powierzchnia km² | Liczba gmin |
| --- | -------------------------------- | -------------------- | ---------------- | ----------- |
| 1   | Altenberg                        | 6.629                | 109,87           | 2           |
| 2   | Bad Gottleuba-Berggießhübel      | 9.497                | 162,64           | 3           |
| 3   | Bad Schandau                     | 6.664                | 82,89            | 3           |
| 4   | Dohna-Müglitztal                 | 8.325                | 49,57            | 2           |
| 5   | Klingenberg                      | 8.312                | 114,87           | 2           |
| 6   | Königstein/Sächs. Schweiz        | 9.119                | 132,42           | 5           |
| 7   | Lohmen/Stadt Wehlen              | 4.889                | 36,61            | 2           |
| 8   | Pirna                            | 41.119               | 72,57            | 2           |
| 9   | Tharandt                         | 6.644                | 77,48            | 2           |

## Zmiany administracyjne
- 1 października 2012
  - rozwiązano wspólnotę administracyjną Sebnitz, a wchodzącą w jej skład gminę Kirnitzschtal przyłączono do miasta Sebnitz[1]
- 31 grudnia 2012
  - połączenie gmin Pretzschendorf i Höckendorf w gminę Klingenberg
  - zmiana nazwy wspólnoty administracyjnej Pretzschendorf na wspólnota administracyjna Klingenberg
- 1 stycznia 2014
  - przyłączenie gminy Schmiedeberg do miasta Dippoldiswalde